# Moulin à vent de Grondines
 (septembre 2016).
Si vous disposez d'ouvrages ou d'articles de référence ou si vous connaissez des sites web de qualité traitant du thème abordé ici, merci de compléter l'article en donnant les références utiles à sa vérifiabilité et en les liant à la section « Notes et références ».
Le moulin à vent de Grondines est un ancien moulin à vent situé à Grondines, dans Portneuf, au Québec (Canada). Il s'agit de l'un des 18 derniers moulins à vent du Québec au Canada. Il est classé immeuble patrimonial depuis 1984.

## Identification
- Nom du bâtiment : moulin à vent de Grondines
- Adresse civique : 535, chemin des Ancêtres
- Municipalité : Deschambault-Grondines
- Propriété : Municipalité de Deschambault-Grondines

## Construction
- Date de construction : 1674
- Nom du constructeur : Pierre Mercereau
- Nom du propriétaire initial : Hospitalières de Saint-Joseph

Construit en 1674 par Pierre Mercereau, maître-charpentier, et classé bien archéologique depuis 1984, le moulin à vent de Grondines est l'un des plus anciens au pays.

## Chronologie
- Évolution du bâtiment :
- Autres occupants ou propriétaires marquants :
  - 1683 : seigneurie de Grondines vendue à Jacques Aubert
  - 1711 : la moitié vendue à son gendre Louis Hamelin
  - 1753 à 1781 : plusieurs propriétaires
  - 1792 : Mathew McNider
  - 1811 : Moses Hart
  - ... : Pierre Charay
  - 1831 : Peter Burnet
  - 1871 : sénateur David Edward Price
  - 1883 - 1895 : John Evan Price puis William Price
  - vers 1880 : le moulin cesse de fonctionner
  - 1912 : le moulin est vendu au gouvernement fédéral qui le transforme en station de signaux maritimes
  - 1972 : cédé à la municipalité de Grondines (restauration extérieure).
- Transformations majeures :
  - 1912 : machinerie enlevée, murs réparés et haussés de 30 centimètres, intérieur lambrissé, escalier refait, toiture devient fixe, ouvertures réaménagées ou percées au premier et au second étage. L'édifice est alors transformé en station de signaux maritimes par le gouvernement fédéral. Elle demeure en opération jusqu'en 1972.

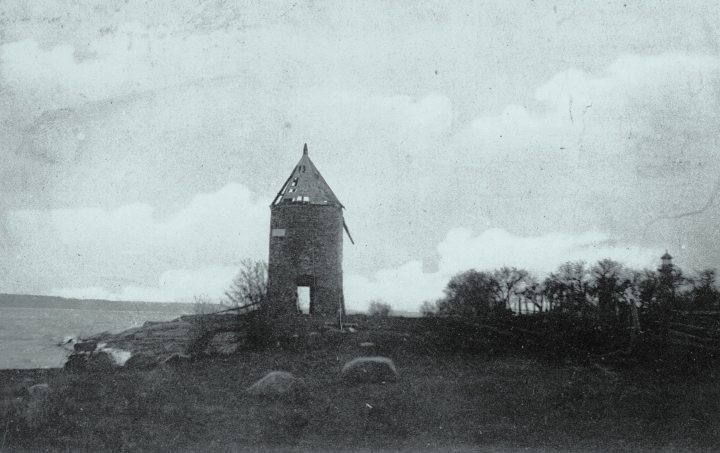
Le moulin vers 1910

Le moulin à vent de Grondines a été classé bien archéologique le 16 mars 1984.